# WTA do Rio de Janeiro
O WTA do Rio de Janeiro – ou Rio Open, na última edição – foi um torneio de tênis profissional feminino, de nível WTA International.
Realizado no Rio de Janeiro, na região Sudeste do Brasil, estreou em 1984, teve longo hiato e retornou em 2014. Os jogos eram disputados em quadras de saibro durante o mês de fevereiro. Depois de 2016, foi substituído pelo WTA de Budapeste.

## Finais

### Simples
| Ano                                     | Campeã              | Vice-campeã               | Resultado     |
| --------------------------------------- | ------------------- | ------------------------- | ------------- |
| 2016                                    | Francesca Schiavone | Shelby Rogers             | 2–6, 6–2, 6–2 |
| 2015                                    | Sara Errani         | Anna Karolína Schmiedlová | 7–62, 6–1     |
| 2014                                    | Kurumi Nara         | Klára Zakopalová          | 6–1, 4–6, 6–1 |
| Torneio não realizado entre 1985 e 2013 |                     |                           |               |
| 1984                                    | Sandra Cecchini     | Adriana Villagrán         | 6–3, 6–3      |

### Duplas
| Ano                                     | Campeãs                              | Vice-campeãs                       | Resultado      |
| --------------------------------------- | ------------------------------------ | ---------------------------------- | -------------- |
| 2016                                    | Verónica Cepede Royg María Irigoyen  | Tara Moore Conny Perrin            | 6–1, 7–65      |
| 2015                                    | Ysaline Bonaventure Rebecca Peterson | Irina-Camelia Begu María Irigoyen  | 3–0, ab.       |
| 2014                                    | Irina-Camelia Begu María Irigoyen    | Johanna Larsson Chanelle Scheepers | 6–2, 6–0       |
| Torneio não realizado entre 1985 e 2013 |                                      |                                    |                |
| 1984                                    | Jill Hetherington Hélène Pelletier   | Penny Barg Kylie Copeland          | 6–3, 2–6, 7–67 |